# سازمان انرژی اتمی ایران
سازمان انرژی اتمی ایران یک سازمان دولتی در ایران است که در ۱۳۵۳ تشکیل شد و وظایف مربوط به توسعه فناوری هسته‌ای و کلیه امور مربوط به انرژی هسته‌ای در ایران را بر عهده دارد.

## تاریخچه
این سازمان که مقدمات ایجاد آن از اوایل سال ۱۳۵۳ فراهم گردیده بود، با تصویب قانون «سازمان انرژی اتمی» در ۱۶ تیر ۱۳۵۳ عملاً به‌صورت یک شخصیت حقوقی رسمیت یافت.
دلیل اصلی تأسیس این سازمان، استفاده از انرژی اتمی در صنایع، کشاورزی و خدمات و ایجاد نیروگاه‌های اتمی و کارخانه‌های آب‌شیرین‌کن، تولید مواد اولیه مورد نیاز صنایع اتمی، ایجاد زیربنای علمی و فنی لازم برای اجرای طرح‌های مزبور و همچنین برقراری هماهنگی و نظارت بر کلیه امور مربوط به انرژی اتمی در کشور عنوان شد.
این سازمان در ابتدا زیر نظر نخست‌وزیری فعالیت می‌کرد و رئیس آن اکبر اعتماد بود. با تصویب قانون تأسیس «وزارت نیرو» در ۲۸ بهمن ۱۳۵۳ و براساس مادهٔ ۹ آن، سازمان انرژی اتمی ایران زیرمجموعهٔ وزارت نیرو شد. با پیروزی انقلاب ۱۳۵۷ این سازمان جزء معاونت انرژی وزارت نیرو باقی ماند تا با تصویب هیئت وزیران در ۱۹ اسفند ۱۳۶۰ دوباره مستقل شد و زیر نظر نخست‌وزیری قرار گرفت. با حذف نخست‌وزیری در سال ۱۳۶۸، سازمان زیر نظر رئیس‌جمهور قرار گرفت و رئیس سازمان، سمت معاون رئیس‌جمهوری را پیدا کرد.
قبل از پیروزی انقلاب اسلامی ایران، این سازمان چشم‌انداز راه‌اندازی ۲۳۰۰۰ مگاوات برق هسته‌ای را در دستور کار داشت و بر این مبنا قراردادهای متعددی را برای احداث نیروگاه‌های هسته‌ای و دسترسی به سوخت هسته‌ای مورد نیاز منعقد نمود که پیگیری آنها سبب گسترش سریع سازمان گردید.
بعد از پیروزی انقلاب اسلامی با تجدید نظر اساسی در کل برنامه‌های سازمان و ایجاد تغییرات بنیادی در اهداف و وظایف آن، قدم‌های مؤثری در جهت کاربرد و استفاده صلح‌آمیز از انرژی اتمی در کشور برداشته شده است. این اقدامات که از نیمه دوم دهه هفتاد کاملاً مشهود بوده است، در جهت دستیابی به خودکفایی نسبی و با توجه به محدودیت‌های شدید اعمال‌شده توسط کشورهای غربی صورت گرفته است.
با تصویب قانون حفاظت در برابر اشعه در ۲۰ فروردین ۱۳۶۸، وظایف مرتبط به سازمان انرژی اتمی سپرده شد.
در ۱۰ بهمن ۱۳۹۸ وزارت خزانه‌داری آمریکا، سازمان انرژی اتمی ایران و رئیس آن علی‌اکبر صالحی را در لیست افراد تحریم‌شده قرار داد.

## شرکت‌ها، مؤسسات و مراکز وابسته

### پژوهشگاه علوم و فنون هسته‌ای
پژوهشگاه علوم و فنون هسته‌ای، مرکزی وابسته به سازمان انرژی اتمی ایران است، که در سال ۱۳۸۵ تأسیس شده است. این مرکز به انجام و پیشبرد تحقیق، توسعه و کابرد علوم و فنون هسته‌ای در ایران می‌پردازد.

### سایر شرکت‌ها و مؤسسات
- شرکت مادر تخصصی تولید و توسعه انرژی اتمی ایران
- شرکت مادر تخصصی تولید مواد اولیه و سوخت هسته‌ای ایران
- شرکت فناوری‌های پیشرفته ایران
- شرکت توسعه کاربرد پرتوها
- مرکز نظام ایمنی هسته‌ای کشور
- مؤسسه آموزشی و فرهنگی صنعت هسته ای کشور

## رئیسان سازمان
اسامی رئیسان سازمان از بدو تأسیس تاکنون عبارتند از:
- اکبر اعتماد (۱۳۵۳–۱۳۵۷)
- احمد ستوده‌نیا (۱۳۵۷–۱۳۵۸) (سرپرست)
- فریدون سحابی (۱۳۵۸–۱۳۶۰) (سرپرست)
- رضا امراللهی (۱۳۶۰–۱۳۷۶)
- غلام‌رضا آقازاده (۱۳۷۶–۱۳۸۸)
- علی‌اکبر صالحی (۱۳۸۸–۱۳۸۹) (بار نخست)
- محمد احمدیان (۱۳۸۹) (سرپرست)
- فریدون عباسی دوانی (۱۳۸۹–۱۳۹۲)
- علی‌اکبر صالحی (۱۳۹۲–۱۴۰۰) (بار دوم)
- محمد اسلامی (۱۴۰۰–تاکنون)

## سفیران ایران در آژانس بین‌المللی انرژی اتمی
- علی‌اصغر سلطانیه (۱۳۶۱–۱۳۶۶)
- سیدخلیل موسوی بیوکی (۱۳۶۶–۱۳۷۱)
- محمدصادق آیت‌اللهی (۱۳۷۱–۱۳۷۷)
- علی‌اکبر صالحی (۱۳۷۷–۱۳۸۲)
- پیروز حسینی[الف] (۱۳۸۲–۱۳۸۴)
- محمدمهدی آخوندزاده (۱۳۸۴–۱۳۸۵)
- علی‌اصغر سلطانیه دومین بار (۱۳۸۵–۱۳۹۲)
- رضا نجفی (۱۳۹۲–۱۳۹۷)
- کاظم غریب‌آبادی (۱۳۹۷–۱۴۰۰)
- محسن نذیری‌اصل (۱۴۰۱–۱۴۰۳)
- رضا نجفی دومین بار (۱۴۰۳–تاکنون)

## یادداشت
1. ↑  او از ۱۳۷۸ «نمایندهٔ مقیم ایران در دفتر سازمان ملل متحد در وین» بود. با اتمام مأموریت علی‌اکبر صالحی، وظیفهٔ «نمایندگی ایران در آژانس بین‌المللی انرژی اتمی» نیز بر عهدهٔ او قرار گرفت.